# Вронський Макар Кіндратович
Мака́р Кіндра́тович Вро́нський (1 [14] квітня 1910, Борисов, Борисовський повіт, Мінська губернія, Російська імперія — 13 листопада 1994, Київ, Україна) — український скульптор та педагог. Народний художник УРСР (1963).

## Біографія
Народився 1 (14) квітня 1910 року в місті Борисові (тепер Білорусь). 1945 року закінчив Київський художній інститут (нині — Національна академія образотворчого мистецтва і архітектури). Навчався в майстерні Макса Гельмана, Михайла Лисенка.
Від 1949 року викладав у Київському художньому інституті, від 1963 року — професор. Майстерню Вронського закінчили В. Виноградський, В. Головко, В. Гречаник, С. Гонтар, П. Кальницький, О. Князик, Д. Красняк, А. Лендьєл, К. Лисенко, Г. Молдаван, О. Молдаван-Фоменко, Б. Никончук, О. Редька, Б. Ульянов, В. Фещенко, В. Шишов, В. Шкуропат.

Могила Макара Вронського, Байкове кладовище

Працював у галузі станкової та монументальної пластики. Один з найплодовитіших творців пам'ятників Леніну в Україні. Після початку ленінопаду донька Макара Вронського, Олена, заявила, що «батько би все зрозумів», оскільки «ніколи не любив радянську владу — у нього були репресовані батько і старший брат».
Жив в Києві, на вулиці Великій Підвальній, пізніше, до кінця життя — на вулиці Карла Лібкнехта. Помер на 85-му році життя 13 листопада 1994 року. Похований разом з дружиною на Байковому кладовищі (ділянка № 49а, 50°24′59.52″ пн. ш. 30°30′5.3″ сх. д. / 50.4165333° пн. ш. 30.501472° сх. д.).

## Твори
- Композиція «Устим Кармелюк» (1948).
- Барельєфне погруддя Ф. Е. Дзержинського у підземному переході біля входу на станцію «Дзержинська» (нині — «Либідська») Київського метрополітену (1984)[2]. Демонтоване на початку 1990-х років.

### Пам'ятники
- Тарасові Шевченку:
  - пам'ятник у Палермо (тепер Оквілл), Канада (1949—1950)
  - пам'ятник у Донецьку (1955)
  - пам'ятник у місті Шевченко (тепер Актау), Казахстан (1982)
- Леніну:
  - пам'ятник у Дніпропетровську (1957, у співавторстві)
  - пам'ятник у Харкові (1963, у співавторстві)
- Олександрові Пушкіну у Тернополі (1959, у співавторстві)
- Богдану Хмельницькому в Чигирині (1967; реконструкція 1974)
- «Декабристи у Кам'янці» (1975, у співавторстві)
- Пам'ятник морякам Дніпровської військової флотилії у Києві (1979, у співавторстві)
- Михайлові Коцюбинському у Вінниці (1989, у співавторстві)
- Богдану Хмельницькому в Кіровограді (тепер Кропивницький) (1995)

Пам'ятник Т. Шевченку в Актау
Пам'ятник Т. Шевченку в Донецьку
Пам'ятник Леніну у Харкові

## Відзнаки та премії
- 1951 — Сталінська премія 2 ступеня (за пам'ятник Тарасові Шевченку в м. Сталіно, разом зі скульптором О. П. Олійником)
- 1984 — Шевченківська премія (за пам'ятник Тарасові Шевченку в м. Шевченко, Казахстан; разом зі скульптором В. В. Сухенком, архітектором Є. Б. Федоровим).